# Campionato asiatico maschile di pallacanestro 2003
Il 22º Campionato Asiatico Maschile di Pallacanestro FIBA si è svolto dal 23 settembre al 1º ottobre 2003 a Harbin in Cina.
I Campionati asiatici maschili di pallacanestro sono una manifestazione biennale tra le squadre nazionali del continente, organizzata dalla FIBA Asia.

## Squadre partecipanti
| Gruppo A                                       | Gruppo B                                    | Gruppo C                              | Gruppo D                                   |
| ---------------------------------------------- | ------------------------------------------- | ------------------------------------- | ------------------------------------------ |
| - Libano - Uzbekistan - Hong Kong - Kazakistan | - Corea del Sud - India - Kuwait - Malaysia | - Siria - Taipei cinese - Iran - Cina | - Qatar - Giappone - Filippine - Giordania |

## Classifica finale
| Campione d'Asia | Campione d'Asia | Campione d'Asia | Campione d'Asia |
| --- | --------------- | --- | --------------- |
| Cina 4 Fan, 5 Liu, 6 Guo, 7 Jiao, 8 Zhu, 9 Zhang, 10 Li N., 11 Li Ke, 12 Sun, 13 Yao, 14 Mengke, 15 Du, All. Jiang Xingquan |                 | |                 |
| Pos. | Squadra         | Formazione |                 |
| | Corea del Sud   | Corea del Sud4 Chu, 5 Ha, 6 Jo, 7 Jeon H., 8 Bang, 9 Kim B., 10 Mun, 11 Lee E., 12 Yang, 13 Lee S., 14 Kim J., 15 Kim S., All. Jeon Chang-jin                                                    |                 |
| | Qatar           | Qatar4 al-Nasr, 5 Ma. Abdullah, 6 Ali, 7 Mousa, 8 Suliman, 9 Turki, 10 Musa, 11 Mohammed, 12 Mo. Abdullah, 13 Ismail, 14 Zaidan, 15 Omor, All. -                                                 |                 |
| 4. | Libano          | Libano4 Makki, 5 Khouri, 6 Rida, 7 Fahed, 8 Ibrahim, 9 el-Hajj, 10 Tawbe, 11 Avakian, 12 Fakhreddine, 13 Mechantaf, 14 Vogel, 15 Balaa, All. Sarkis Ghassan                                      |                 |
| 5. | Iran            | Iran4 Tajik, 5 Davari, 6 Veisi, 7 Kamrani, 8 S. Bahrami, 9 Zandi, 10 Afagh, 11 Sohrabnejad, 12 Askarnejad, 13 Ahmadian, 14 Rouzbahani, 15 Afradi, All. Mostafa Hashemi                           |                 |
| 6. | Giappone        | Giappone4 Kashiwakura, 5 Satō, 6 Hotta, 7 Igarashi, 8 Aono, 9 Nakamura, 10 Itō, 11 Amino, 12 Watanabe, 13 Furuta, 14 Ishizaka, 15 Takahashi, All. Željko Pavličević                              |                 |
| 7. | Kazakistan      | Kazakistan4 Nečaev, 5 Firsov, 6 Derbuš, 7 Lopatin, 8 Kotenko, 9 Murav'ëv, 10 Isakov, 11 Vdovin, 12 Strebkov, 13 Ovsjannikov, 14 Giljazutdinov, 15 Emel'janov, All. -                             |                 |
| 8. | India           | India4 Kadam, 5 S. Singh, 6 Muraleekri, 7 Kumar, 8 Pandey, 9 Desraj, 10 P. Singh, 11 Gobinath, 12 Rai, 13 Uddin, 14 Robinson, 15 Sridhar, All. K.K. Chansoria                                    |                 |
| 9. | Siria           | Siria4 S. Mohamed Sharif, 5 R. Basal, 6 A. Mohamad, 7 Hamid A. Abdul, 8 S. Anas, 9 H. Redwan, 10 M. Michel, 11 I. Mohamad, 12 B. Rober, 13 S. Mhpnour, 14 A. al-Hakam, 15 F. Abdul Qader, All. - |                 |
| 10. | Giordania       | Giordania4 Abu Ruqayah, 5 al-Datanl, 6 al-Reqqs, 7 al-Relbeasi, 8 Bushmaq, 9 Abu Baker, 10 al-Khas, 11 en-Sour, 12 Abdeen, 13 Abshir, 14 Bashir, 15 Idais, All. -                                |                 |
| 11. | Taipei cinese   | Taiwan4 Lin, 5 Chen C., 6 Ho, 7 Yen, 8 Wu T., 9 Chiu, 10 Chen H., 11 Lee, 12 Tseng, 13 Yong, 14 Wu C., 15 Tien, All. -                                                                           |                 |
| 12. | Kuwait          | Kuwait4 al-Shatij, 5 al-Rabiah, 6 al-Tabakh, 7 al-Sarraf, 8 Baroun, 9 al-Soubayale, 10 Ashanawi, 11 Hasan, 12 al-Ruwajiye, 13 al-Shemmari, 14 al-Mass, 15 Mubarak, All. -                        |                 |
| 13. | Hong Kong       | Hong Kong4 Chau, 5 Yung M., 6 Choi, 7 Yung K., 8 Li W., 9 Lui, 10 Wu, 11 Poon, 12 Li K., 13 Lau, 14 Siu, 15 Tam, All. -                                                                          |                 |
| 14. | Uzbekistan      | Uzbekistan4 Korkan, 5 Nuraliev, 7 Miradilov, 8 Denisov, 9 Demurin, 10 Abdurachmanov, 11 Šafenkov, 12 Belokurov, 13 Gorbunov, 14 Kučin, 15 Safarov, All. -                                        |                 |
| 15. | Filippine       | Filippine4 Melencio, 5 Cruz, 6 David, 7 de Ocampo, 8 Sotto, 9 Madrid, 10 Oreta, 11 Wilson, 12 Olomon, 13 Calimag, 14 Pingris, 15 Franco, All. Aric del Rosario                                   |                 |
| 16. | Malaysia        | Malaysia4 Hian Chai-c., 5 Hong Tan-k., 6 Yong Wong-j., 7 Thiam Ong-h., 8 Kaw Ang-t., 9 Kuppusamy, 10 Kfan Lun-y., 11 Seng, 12 Singh, 13 Won, 14 Tek Koh-w., 15 Siong Chin-c., All. -             |                 |